# Baetisca columbiana
Baetisca columbiana is een haft uit de familie Baetiscidae. De wetenschappelijke naam van de soort is voor het eerst geldig gepubliceerd in 1960 door Edmunds.
De soort komt voor in het Nearctisch gebied.